# Sônia Guajajara

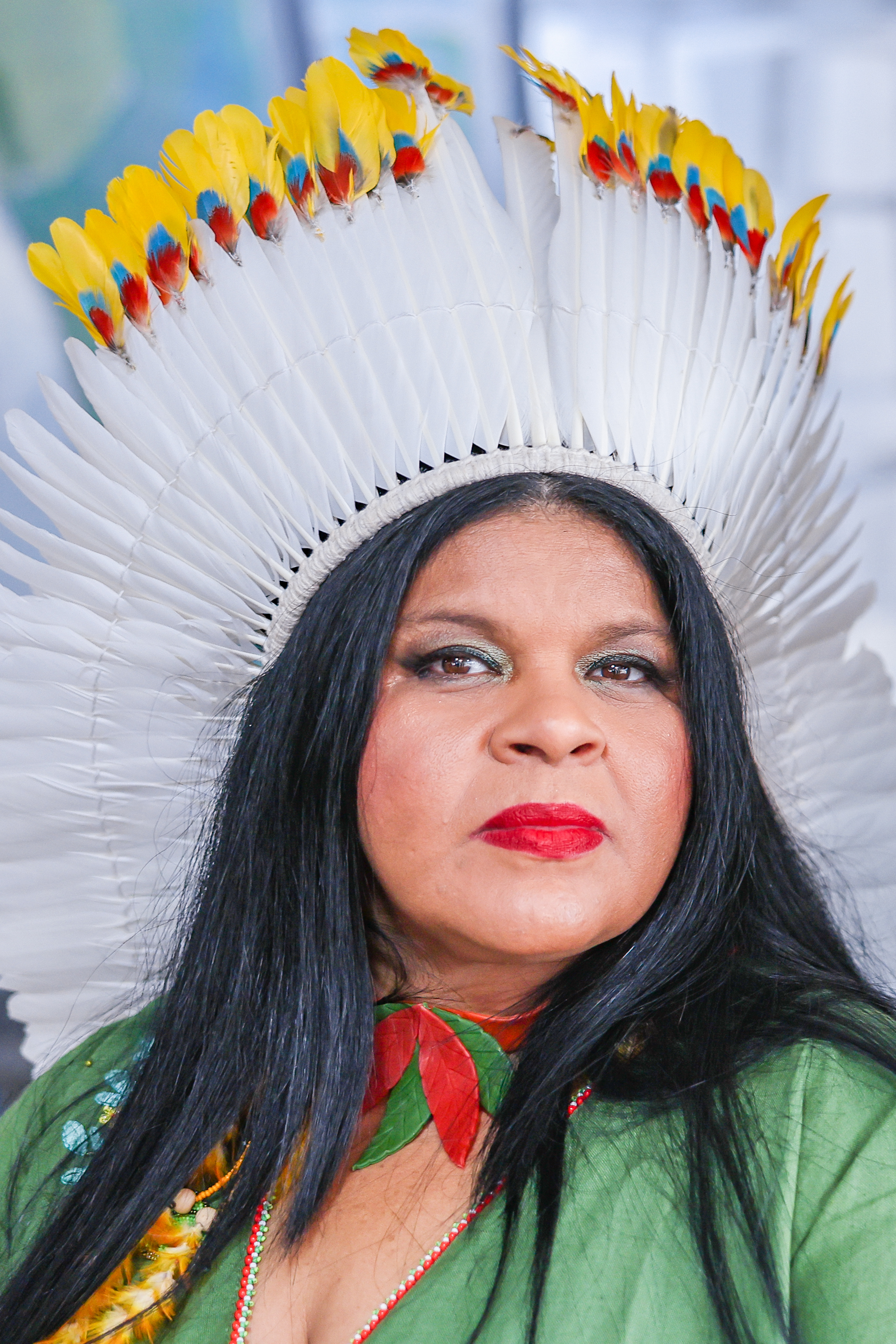
Sônia Bone Guajajara in Brasília, 2023

Sônia Bone de Souza Silva Santos, bekannt als Sônia Guajajara (* 6. März 1974 im Schutzgebiet Araribóia, Maranhão), ist eine indigene brasilianische Umweltaktivistin, Menschenrechtsaktivistin, Stammesführerin der Guajajaras und Politikerin. Seit Januar 2023 gehört sie als Ministerin für indigene Völker dem dritten Kabinett von Luiz Inácio Lula da Silva an.

## Leben
Sônia Guajajara ist, neben anderen wie dem ums Leben gebrachten Kaziken Jorginho Guajajara (2018) und dem ebenfalls ermordeten Umweltaktivisten Paulo Paulino Guajajara (2019), eine Führungspersönlichkeit des indigenen Volks der Guajajára, die vorwiegend im brasilianischen Bundesstaat Maranhão leben. Sie sind mit rund 20.000 Personen eine der größten indigenen Gruppen Brasiliens.
15-jährig verließ sie erstmals Maranhão, um mit Unterstützung des Fundação Nacional do Índio (FUNAI) eine weiterführende Schule in einem landwirtschaftlichen Internat in Minas Gerais zu besuchen. Danach erlangte sie einen Abschluss in Literatur, dem sich ein Postgraduiertenstudium in Sonderpädagogik  der Universidade Estadual do Maranhão anschloss.
Sie ist Koordinatorin der APIB, Articulação dos Povos Indígenas do Brasil (etwa: Stimme der indigenen Völker Brasiliens).
Mehrfach stellte sie sich als Aktivistin in die Öffentlichkeit. 2010 überreichte sie den alternativen „Preis der Goldenen Kettensäge“ (portugiesisch Prêmio Motosserra de Ouro) der Senatorin und früheren Landwirtschaftsministerin Kátia Abreu, sie organisierte Proteste wie das Eindringen von 300 Indigenen in den Plenarsaal des Nationalkongresses 2013. Im Juli 2013 erlangte sie mit weiteren Indigenenführern ein Treffen mit der damaligen Präsidentin Dilma Rousseff. Bei Rock in Rio 2017 hatte sie einen Auftritt mit Alicia Keys.
Sie wurde 2015 mit dem Kulturverdienstorden Ordem do Mérito Cultural (OMC) des Kulturministeriums ausgezeichnet.
Sie war Kandidatin für das Amt als Vizepräsidentin des Kandidaten Guilherme Boulos bei der Präsidentschaftswahl in Brasilien 2018, die beide für den Partido Socialismo e Liberdade angetreten waren.
Anlässlich der UN-Klimakonferenz 2019 trat Guajajara gemeinsam mit Greta Thunberg und Javier Bardem vor die Presse.
Im Jahr 2022 wurde Sônia Guajajara vom Time Magazine zu einer der 100 einflussreichsten Personen der Welt gewählt.
Im Dezember 2022 gab der gewählte Präsident Luiz Inácio Lula da Silva ihre geplante Ernennung zur ersten Ministerin des neu geschaffenen Ministeriums für indigene Völker bekannt. Am 11. Januar 2023 erfolgte ihre Vereidigung.